# جاك كولين
جاك كولين (بالإنجليزية: Jack Cullen)‏ هو لاعب كرة قاعدة أمريكي، ولد في 6 أكتوبر 1939 في نيوآرك في الولايات المتحدة.

## وصلات خارجية
- جاك كولين على موقعبيزبول رفرنس.كوم (الدوري الرئيسي) (الإنجليزية)
- جاك كولين على موقعبيزبول رفرنس.كوم (الدوري الثانوي) (الإنجليزية)